# Reinolz
Reinolz ist eine  Ortschaft und eine Katastralgemeinde der Marktgemeinde Dobersberg im Bezirk Waidhofen an der Thaya im niederösterreichischen Waldviertel mit 60 Einwohnern (Stand 1. Jänner 2024).

## Geografie
Das Dorf befindet sich nördlich von Dobersberg an der Staatsgrenze zu Tschechien. Beim Ort entspringt der Lexnitzbach und fließt westlich am Ort vorüber. Erreichbar ist Reinolz über die Landesstraße L8156 und zur Ortschaft gehört auch die Lage Pengershäusl. Am 1. April 2020 umfasste die Ortschaft 27 Adressen.

## Geschichte
Bereits das Zehentbuch des Klosters St. Georgen, die prima fundatio aus 1112, kenntliest man den Ort als Erkengers. Die gut bestifteten Landbauern betrieben neben dem Ackerbau besonders auch die Viehzucht, stellte Schweickhardt im 19. Jahrhundert über den Ort fest, und ernteten Roggen, Hafer, etwas Weizen und Gerste, Kartoffel, Klee, Wicke, Flachs und Kohl. Im Jahr 1822 wurde der Ort als Dorf mit 20 Häusern genannt, das nach Waldkirchen eingepfarrt war, wohin auch die Kinder eingeschult wurden. Die Herrschaft Drosendorf besaß die Ortsobrigkeit, übte die Landgerichtsbarkeit aus und die Herrschaft Gilgenberg besorgte die Konskription. Die Untertanen und Grundholde des Ortes gehörten den Herrschaften Drosendorf und Gilgenberg. Laut Adressbuch von Österreich waren im Jahr 1938 in der Ortsgemeinde Reinolz ein Gastwirt, ein Schmied und einige Landwirte ansässig.

## Persönlichkeiten
- Andreas Schrembser (1522–1597), Bauer und Anführer im Waldviertler Bauernaufstand, wurde hier geboren